# 全日本硬式空手道連盟
全日本硬式空手道連盟（ぜんにほんこうしきからてどうれんめい）は、空手団体の一つ。防具付き空手の一種であり、多撃必倒的な加点方式を採用することが特徴。

## 概要
1980年11月18日久高正之の少林寺流拳行館主催により第一回国際硬式コンタクト空手道大会が行われる。日本体育協会スポーツ安全委員会出席時に、当時既に主流となっていた全空連について「寸止め空手は軟式である」として、それに対する形で防具付き空手は「硬式」であるとし、採用されたのが始まりである。
その試合をきっかけに1981年から全国の他流空手、日本拳法、テコンドー、少林寺拳法、日本中の格闘技界に広く呼び掛け、様々な流派・会派が一堂に集い、第1回の全日本大会を国立代々木第一体育館において試合が行われた。その際に久高が「全日本硬式空手道連盟」を商標登録している。

## 硬式空手とは
この団体が採用する「硬式空手ルール」とは、防具付き空手の一つであるが、全日本空手道連盟錬武会の一撃必殺的な強打ルールや、全日本セーフティ空手道連盟の打撃強度の軽いテコンドーのようなルールとは異なり、ある程度強打の多撃必倒的な加点方式を採用しているのが特徴である。よって、先打ち、相打ち、後技、連続技など審判の「止メ」をかけるまでの有効打が全て得点に認められ、選手は間合いを詰めた所での連続技、打ち合いに打ち勝つことが求められる。
これについては錬武会と比べ、「連続技が使える」、「多撃必倒的で実戦的である」、「安全である」という肯定的な意見と「打撃強度が弱い」、「伝統的な動きが崩れる」、「先をとるという概念が薄れる」という否定的な意見、また全空連と比べ、「判定が明瞭で分かりやすい」、「実際に当てるので実践的である」という肯定的な意見と、「伝統的な動きが崩れる」、「先をとるという概念が薄れる」という否定的な意見があり、評価が分かれている。
なお現在は千葉派と久高派に分裂状態にあり、両団体の間で点数の配分やポイントとなる打撃の強度等、組手競技ルールに若干の違いが生じている。

## 歴史
- 1978年（昭和53年） - 久高正之がスーパーセーフを開発。
- 1981年（昭和56年） - 錬武舘を中心とした道場が全日本空手道連盟錬武会から独立し、日本硬式空手道協会（現在の全日本硬式空手道連盟）が設立され、第1回全日本硬式空手道選手権大会が開催される。
- 1991年（平成3年） - 鈴木正文の死去をきっかけとして、全日本硬式空手道連盟が中村典夫（錬武舘）を中心とした中村派と久高正之（少林寺流拳行館）を中心とした久高派に分裂する。なお、この騒動は「全日本硬式空手道連盟」という名称の商標権問題[1]にまで発展することとなる。
- 2003年（平成15年） - 中村派において中村典夫が退き、千葉拳二郎が2代目会長に就任。以後、千葉派と呼称される。
- 同年 - 千葉派の事務局次長の上杉勝巳（上杉会館）が連盟を脱退し、日本防具空手道連盟が設立される。

## 分裂
平成3年、当時の会長であった綜合武道場日本正武館館長の鈴木正文の死去の後、後継者として錬武舘の中村典夫と少林寺流拳行館の久高正之が台頭しどちらにも集束せず、結局事実上の分裂時代を迎えることとなる。

### 千葉派
剛武舘の千葉拳二郎を中心とした連盟を千葉派と呼ぶ。初代会長は錬武舘の中村典夫。平成15年、現在の2代目会長として千葉拳二郎が就任。スーパーセーフ系の連盟では連盟加盟団体、大会規模が一番大きく、選手のレベルが全体的に高いと言われている。

#### 組手
ルールは連続して3本以上の技が入り、相手が反撃できなかった場合は一本勝ちとなるが、基本的には2分間試合をし、最終的なポイントによって勝敗が決まる。また、技が決まっても、「止め」がかかるまでに時間をとり、その間決まった連続技も加算される加点方式を採用しているのが特徴である。ルールは上段蹴り２ポイント、その他１ポイントで５ポイント差で勝ちとなる。錬武会と比べと直線的な動きの選手が少なく、左右の動きを使った連続技を使う選手が多い。スーパーセーフ系を採用する防具付き空手の団体の中では一番判定が厳しく強打しかポイントにならない。ただし、錬武会に比べると判定は緩いといえる。

#### 防具
スーパーセーフ、Kプロテクターを着用する。拳サポーターは必須であるが、足サポーターは任意である。

#### 全国大会
毎年夏に東京の代々木第二体育館で体重別の全日本硬式空手道選手権大会を、冬に愛知県で体重無差別の硬式空手道全国選抜優勝大会を開催している。

### 久高派
久高正之を中心とした連盟を久高派と呼ぶ。国内規模は千葉派よりも劣るが、加盟国数が世界空手道連盟に匹敵する多さであることが特徴である。

#### 組手
ルールは連続して3本以上の技が入り、相手が反撃できなかった場合は一本勝ちとなるが、基本的には3分間試合をし、最終的なポイントによって勝敗が決まる。また、技が決まっても、「止め」がかかるまでに時間をとり、その間決まった連続技も加算される加点方式を採用しているのが特徴である。突き技、打ち技は1ポイント、蹴り技は2ポイントになる。瞬間的な掴み、投げ、次の技に繋げるローキックも認められている。ある一定のポイント先取やポイント差などでは勝敗を決しない。なお、当たりの判定は千葉派よりも緩い。

#### 防具
防具はスーパーセーフのみの使用が許され、Kプロテクターなどの類似品の使用は認められていない。一般男子は拳サポーター、足サポーターの使用は禁止され、素手素足で試合は行われる。テーピング使用も大会ドクターの許可が必要であり、素手素足による本来の身の動きを重視しているといえる。

#### 全国大会
毎年秋に内閣総理大臣杯として、ジャパンオープントーナメントを代々木第二体育館で開催している。

### 分裂後の混乱
全日本硬式空手道連盟は東京の「日本硬式空手道競技会」、関西の「安全防具を考える会」という２つの母体が存在し、後に千葉派・久高派に分裂したという経緯がある団体である。よって「全日本硬式空手道連盟」という名称については結成当時からの有権者が連盟内においてはっきりしておらず、混乱を招いている。そのような中、久高派の最高師範である久高正之は綜合武道場日本正武館に商標権について訴訟を起こした。結果は『被請求人は「全日本硬式空手道連盟」の文字にいかなる権原をも持たない。』として敗訴している。ただ、この審決の中では日本正武館においても、『被請求人による特例出願に係る本件商標は、自己に有利に図るべく請求人の信用を利用し、不当な利益を得る目的でした使用の事実をもって、その登録を受けたものと推認せざるを得ない。』とある。また、並立する二つの「全日本硬式空手道連盟」の周知性も同等であるとしている。結論は「以上、被請求人の特例出願に係る本件商標の使用は、不正競争の目的をもってなされたものとはいい得ないものであるから、本件商標は、商標法附則第7条第2項の規定により読み替えて適用する同法第46条第1項の規定に基づき、その登録を無効にすべき限りでない」と審決され、依然として「全日本硬式空手道連盟」の名称の使用は千葉派、久高派、日本正武舘のいずれにも使用されており、問題は収束の目途は立たない。
詳しくは脚注（商標裁決データベース）を参照のこと。